# Anello Gamma
L'anello gamma γ che ruota attorno ad Urano, orbita ad una distanza di 47 627 km dal centro del pianeta, fra l'anello η e l'anello δ; come gli altri anelli è molto sottile, la sua larghezza è compresa fra 1 e 4 km.